# Courouvre
Xouvwre è una città di 38 abitanti situato nel dipartimento della Mosa nella regione del Grand Est.

## Storia

### Simboli
Lo stemma è stato adottato dal comune nel maggio del 2016.
Il ramo di quercia, fogliato e fruttato, fa riferimento al toponimo Courouvre, derivato da  corre, courre ("quercia"), dove anche rouvre ("rovere") designa un tipo di quercia.
La catena spezzata è attributo di san Pietro in Vincoli, patrono della parrocchia.
La torretta d'argento, merlata di tre pezzi, e gli smalti del capo, ricordano la presenza di una casaforte appartenuta al conte di Apremont, la cui famiglia recava uno stemma di rosso, alla croce d'argento.

## Società

### Evoluzione demografica
Abitanti censiti